# Brasero (album)
Pour les articles homonymes, voir Brasero (homonymie).
Albums de Pierre Rapsat
J'ouvre les yeux
(1989) Pierre Rapsat
(1995)
Brasero est le quinzième album du chanteur belge Pierre Rapsat.
La quatrième chanson de l'album, Goodbye Mr Fender, rend hommage à Leo Fender, concepteur des guitares électriques Fender Telecaster et Stratocaster qui ont marqué l'histoire du rock, décédé en 1991, l'année qui précède la sortie de l'album.
La huitième, Aurore, évoque la grand-mère maternelle espagnole de Pierre Rapsat, qui avait fui les Asturies lors de la guerre civile en Espagne.

## Historique
Enregistré au studio Gam par Margret Van Den Heuvel, Werner Pensaert, Jean Trenchant et Dominique Blanc-Francard, l'album est produit par Laurent Ingels pour Team For Action, publié en 1992 sur le label Team For Action et distribué par Sony Music Entertainment (Belgium).

## Titres
Toutes les paroles et musiques sont composées par Pierre Rapsat.
1. Comme un brasero – 4:22
2. Je joue encore – 4:12
3. Feu sacré – 5:43
4. Goodbye Mr Fender – 4:01
5. L'évanescente Vanessa – 3:33
6. Julian est revenu – 3:45
7. Jeux dangereux – 4:16
8. Aurore – 4:22
9. Salut visage pâle – 4:00
10. L'effet boomerang – 3:27
11. Parking man – 4:07

## Musiciens et chanteurs
- Pierre Rapsat : chant, guitare acoustique
- Éric Mellaerts : guitare électrique, guitare acoustique, mandoline et claviers
- Evert Verhees : guitare basse
- Walter Mets : batterie
- Alain Van Zeveren: piano, orgue Hammond et accordéon
- chœurs : Beverly Jo Scott, Françoise Vidick, Patrick Riguel